# Осада Килии (1770)
Осада Килии — одно из сражений русско-турецкой войны 1768—1774 годов, произошедшее в августе 1770 года во время кампании русской армии в Молдавии и Валахии.

## История
После побед при Ларге и Кагуле фельдмаршалом П. А. Румянцевым для занятия крепостей на нижнем Дунае был направлен корпус генерал-поручика князя Н. В. Репнина (13 пехотных батальона, 4 кавалерийских полка). 26 июля он почти без боя занял на тот момент ещё не перестроенный Измаил, гарнизон которого бежал в более неприступную и сильную Килию. 10 (21) августа Репнин подошёл к Килии, предместье которой турки подожгли, и рассеял отряд противника в 400 человек.
Укрепления крепости представляли две каменные стены со стороны поля и одну со стороны реки, прикрытые рвами, заполненными водой. Гарнизон состоял из 3000 человек, комендантом был Муфтия-эфенди.
Предложение капитулировать на условиях свободного выхода с оружием и имуществом и попытка обстреливать крепость из полевых орудий не увенчались успехом. Турки отвечали артиллерийским огнём и 13 августа произвели две вылазки вдоль Дуная на левый фланг осаждающих войск.
К 18 августа в 80 шагах от крепостной стены, несмотря на сильный ружейный и картечный огонь, была построена брешь-батарея (10 орудий), которая в этот же день открыла огонь по крепости, но укрепления Килии пострадали мало, а турки интенсивно обстреливали батарею. В такой ситуации Репнин решил выиграть время, чтобы пополнить заряды на батарее, и послал парламёнтеров в крепость с предложением сдаться на прежних условиях. Во второй половине дня комендант согласился, и было объявлено перемирие.
21 августа гарнизон крепости Килия сдался на условиях почетной капитуляции и получил возможность уйти в Тульчу. Победителям достались 68 мортир, 23 пушки, 8 тысяч ядер, 400 бочек пороха, много продовольствия (сухарей) и до 100 единиц речных судов. Русские потеряли 42 убитыми, 158 ранеными.